# کف‌زی
در جانورشناسی به موجودی آبزی که در داخل یا بر بستر اقیانوس‌ها زندگی می‌کند، جاندار کَف‌زی (Benthos) می‌گویند.
ارگانیسم‌های کف‌زی در رسوبات کنار ساحل دریا و اقیانوس و در داخل گودال‌های صخره‌ای اعماق دریا نیز دیده می‌شوند البته بعضی از این ارگانیسم‌ها که به فشار اعماق ته دریا عادت کرده‌اند دیگر نمی‌توانند در روی سطح دریا زندگی کنند. فشار اعماق دریا بسته به مکانهای متفاوت فرق می‌کند (تقریباً هر ۱۰ متر ۱ اتمسفر فشار در اعماق دریا مشاهده می‌شود).
نور به اعماق دریا نفوذ نمی‌کند بنابراین کف‌زی‌ها انرژی مورد نیاز خود را از مواد آلی که از سطوح بالاتر دریا به ژرفاها فرستاده می‌شوند تأمین می‌کنند بنابراین زنجیره غذایی کف‌زی‌ها را لاشه‌ها و بقایای ارگانیسم‌های مرده تشکیل می‌دهند بنابراین اکثر موجودات اعماق دریا را پوده‌خوارها تشکیل می‌دهند.

## تقسیم‌بندی کفزیان
بر اساس تقسیم‌بندی کمپبل کفزیان بر اساس اندازه‌ای که دارند به چهار دسته کلی تقسیم می‌شوند.

### میکروبنتوزها
به کفزیانی گفته می‌شود که اندازه‌ای کوچکتر از ۰٫۰۵ میلی‌متر داشته باشد. این جانوران عمدتاً شامل باکتری‌ها و آغازیان می‌باشد.

### مایوبنتوزها
به کفزیانی گفته می‌شود که اندازه آن‌ها بین ۰٫۰۵ میلی‌متر تا ۰٫۵ میلی‌متر داشته باشند. این کفزیان عمدتاً شامل استراکودا و کپه‌پودا می‌باشد.

### ماکروبنتوزها
به کفزیانی گفته می‌شود که اندازه‌ها آنها بین ۰٫۵ میلی‌متر تا ۲۰۰ میلی‌متر اندازه داشته باشد. این جانوران معمولاً عمده سخت‌پوستان و نرم‌تنان را شامل می‌شود.

### مگابنتوزها
به کفزیان بزرگتر از ۲۰۰ میلی‌متر گفته می‌شود که شامل برخی خارپوستان، خرچنگ‌ها و شکم‌پایان می‌باشد.
| مگابنتوز   | مگابنتوز ۲۰۰mm≤        |
| ماکروبنتوز | ۰٫۵mm≤ماکروبنتوز<۲۰۰mm |
| مایوبنتوز  | ۰٫۰۵mm≤مایوبنتوز<۰٫۵mm |
| میکروبنتوز | میکروبنتوز<۰٫۰۵mm      |

## نگارخانه

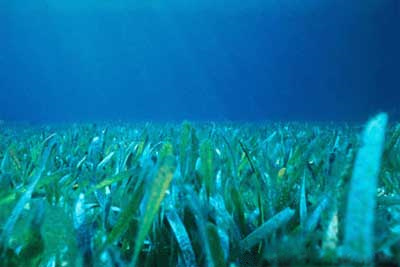
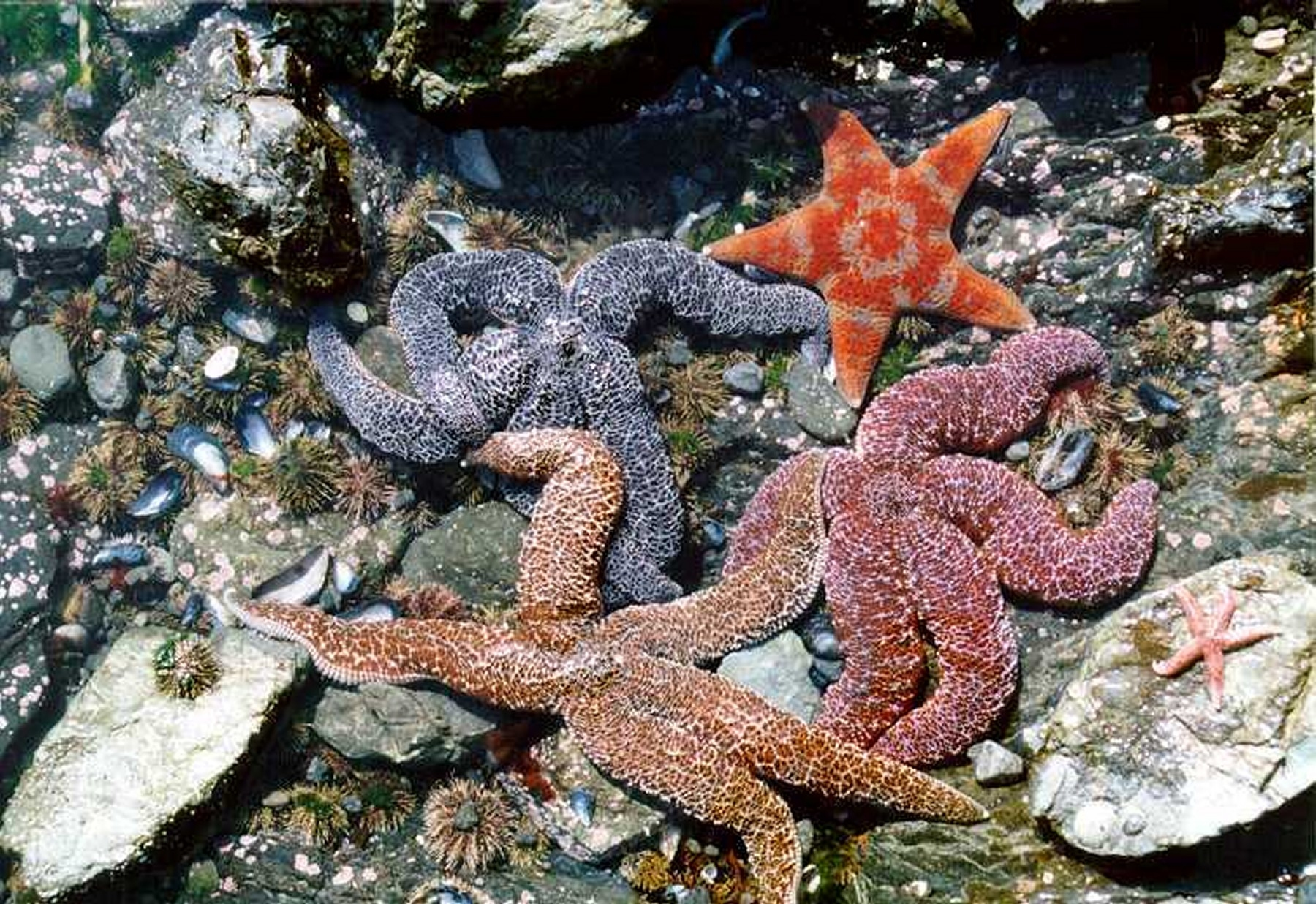
خارپوستان
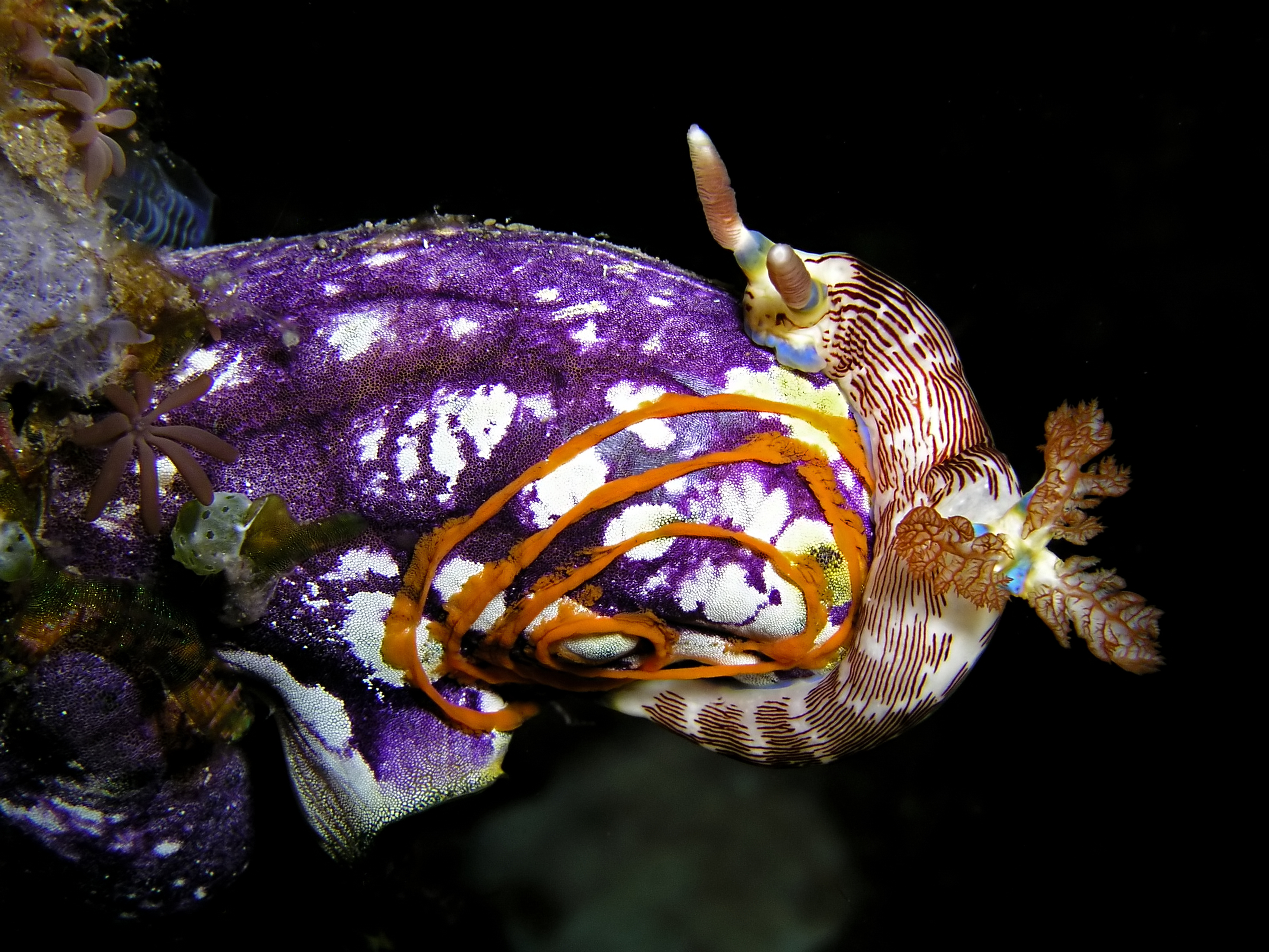
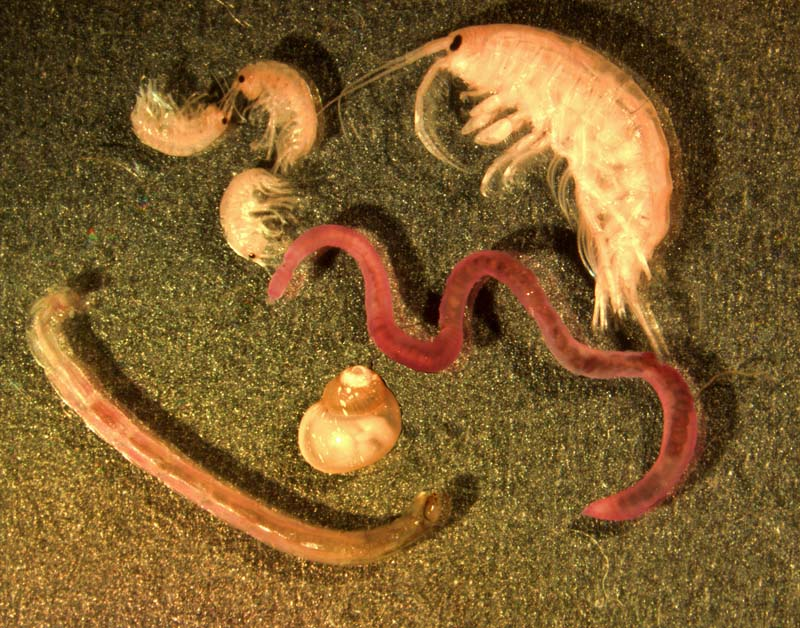
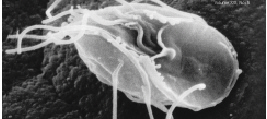